# Blustery Cliffs
Die Blustery Cliffs (englisch für Stürmische Kliffs) sind eine Reihe bis zu 1135 m hoher Felsenkliffs im ostantarktischen Mac-Robertson-Land. Sie erstrecken sich über eine Länge von 5,5 km im nördlichen Teil des Fisher-Massivs in den Prince Charles Mountains.
John Manning, Geodät im Rahmen der Australian National Antarctic Research Expeditions zur Erkundung der Prince Charles Mountains errichtete hier im Januar 1969 eine Vermessungsstation. Das Antarctic Names Committee of Australia (ANCA) benannte sie 1971 nach den hier vorherrschenden Aufwinden.